# Ronny Löfquist
Per Anders Ronny Löfquist, född 20 augusti 1975 i Södra Unnaryds församling i Hallands län, är en svensk politiker (socialdemokrat). Han är kommunstyrelsens ordförande i Hylte kommun sedan 1 januari 2015.

## Biografi
Ronny Löfquist arbetar på ett industriföretag i Unnaryd som bland annat konstruktör och projektledare. Löfquist leder Framtid Hylte vilket är den majoritet som sedan valet 2015 styr Hylte kommun. Hylte kommun haft en stark utveckling med stärkt ekonomi, tillväxt och förbättrat företagsklimat. Samtidigt har stora resurser lagts på att förbättra välfärden inom bland annat skola, nya fritidsgårdar samt satsningar för bättre livskvalitet för kommunens äldre. En satsning som fått mycket uppmärksamhet både lokalt och regionalt är den fria kollektivtrafiken för kommunens alla barn och ungdomar.
Sedan 2015 är Ronny Löfquist vice ordförande i Kommun och regionledningsforum Halland som är en strategiskt samarbetsforum mellan länets kommuner och region.
På partikongressen i Örebro 2019 valdes Ronny Löfquist in i Socialdemokraternas partistyrelse. Samma år valdes han även som ordförande för Socialdemokraterna i Halland.